# Шноркель

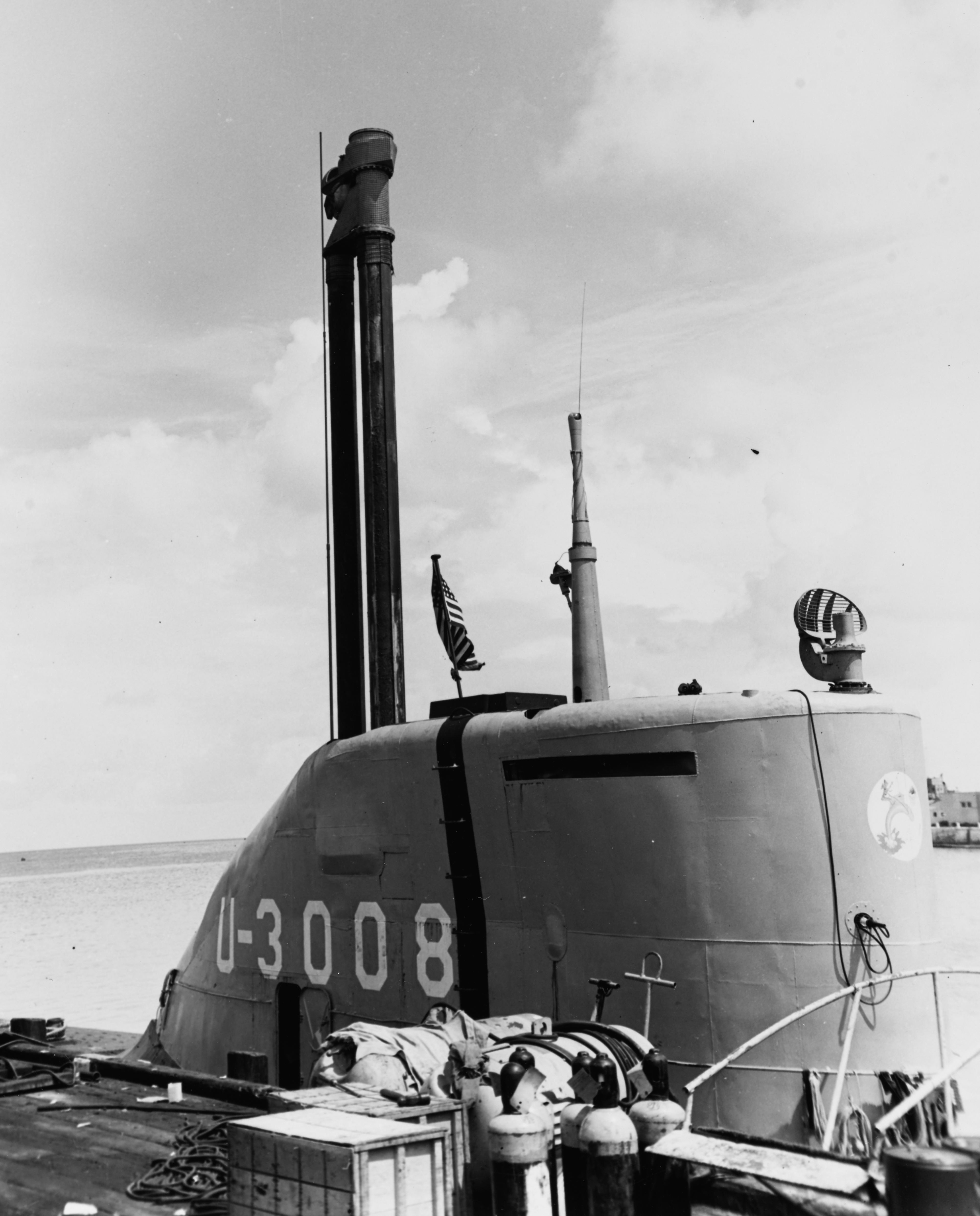
Шноркель рядом с перископом на подводной лодке U-3008

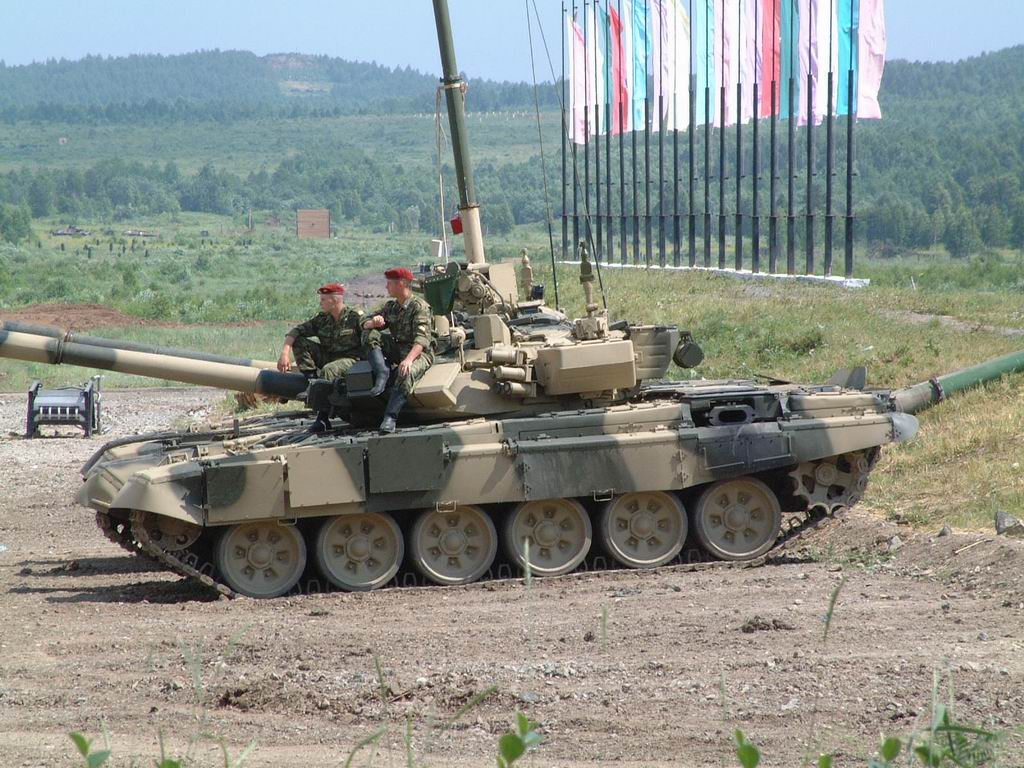
T-90 с трубой ОПВТ

Шно́ркель (нем. Schnorchel — дыхательная трубка), шнорхель, устройство для работы двигателя под водой (РДП), устройство для компрессоров (УДК) — устройство на подводной лодке для забора воздуха, необходимого для работы двигателя внутреннего сгорания под водой, а также для пополнения запасов воздуха высокого давления и вентиляции отсеков.
Шноркель в классическом значении представляет собой устройство для работы двигателя в подводном положении (в русском языке часто используется термин устройство РДП) и представляет собой конструкцию в виде трубы с воздухозаборником. Часто шноркель имел и вторую трубу — для выпуска выхлопных газов дизелей (с глушителем). В головке трубы (нем. Schnorchelkopf) расположен поплавковый клапан для предотвращения попадания забортной воды в работающий дизель. Шноркель впервые стал серийно выпускаться и применяться во время Второй мировой войны в ВМС Германии. Подводные лодки первой половины XX века не могли находиться под водой беспрерывно. При благоприятной обстановке лодки несли дежурство в надводном положении, скрываясь под водой в случае обнаружения цели или появления противника. При скрытном плавании в акватории, контролируемой противником, всплытия для вентиляции производились, по возможности, не чаще раза в сутки (как правило — ночью). Скрываясь от атак, лодки могли находиться под водой до нескольких суток беспрерывно, что являлось немалым испытанием для экипажа.
Однако в середине Второй Мировой войны, с появлением самолетных радаров — и ночное всплытие перестало быть безопасным:
Снова и снова ночью из темного неба или из облаков совершенно неожиданно появлялись самолеты, которые сбрасывали хорошо нацеленные бомбыФридрих Руге, «Война на море»
В такой ситуации шноркель стал изобретением, существенно улучшающим скрытность субмарин: для вентиляции и зарядки аккумуляторов лодке со шноркелем можно было вместо всплытия идти на перископной глубине (около 15 метров), а на поверхности находилась головка трубы, которая по сравнению со всплывшей субмариной была малозаметна. Однако количество поставляемых шноркелей было явно недостаточным. Немецкий командир подлодки Герберт Вернер в своих воспоминаниях пишет, что шноркелями оснащались не более трети всех немецких субмарин, а его конструкция не была безупречной: при неумелом ходе под шноркелем поплавок часто застревал в трубе, что после вырабатывания воздуха работающими дизелями приводило к разрежению атмосферы в лодке и к приступам удушья у экипажа. К недостаткам применения шноркеля относятся проблемы, связанные с возможностью визуального или радарного обнаружения судна неприятелем (так как сам шнорхель и дым из его трубы гораздо заметнее перископа), а также тот факт, что корабль идёт вслепую и «вглухую» из-за шума собственных двигателей — то есть, оператор гидролокатора не может выполнять своих обязанностей, что чревато неприятными последствиями.
В связи с наличием вспомогательного дизельного двигателя и для нужд вентиляции воздухозаборные выдвижные устройства есть и на современных атомных подводных лодках. В советском и российском ВМФ термин шноркель практически не применяется, используются термины РДП и УДК.

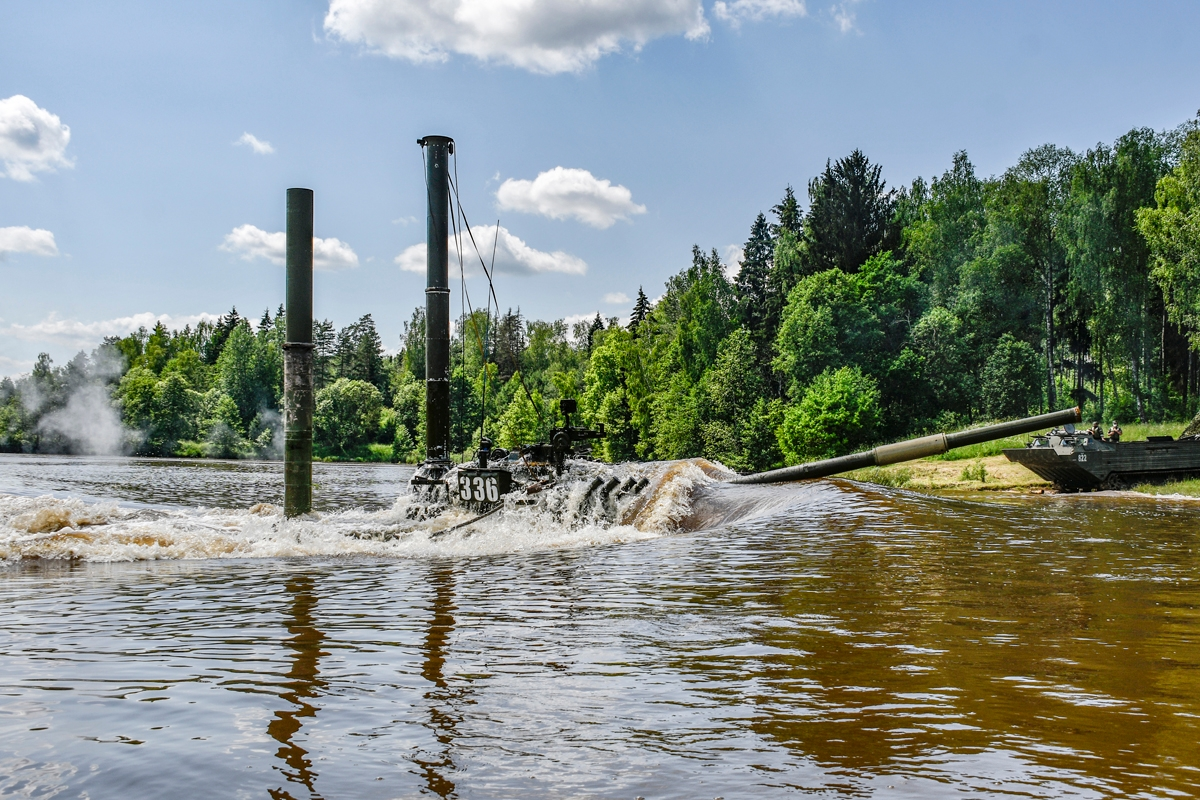
Шноркель на российском танке, форсирующем водную преграду по дну

Первый шноркель был изобретён командиром русской подводной лодки «Скат» Николаем Гудимом и заведующим плавмастерской транспорта «Ксения» Борисом Сальяром в 1910 году (Официально считается, что Шно́ркель изобретён Джеймсом Ричардсоном в 1916 году). Устройство изготовили в мастерской «Ксении» и установили на «Скате», испытав его в том же году 19 октября. Также его устанавливали на субмарине «Фельдмаршал граф Шереметев».
Впрочем, даже приоритет Гудима несколько условен. Ещё во время русско-японской войны 1904-05 гг. устье Амура защищала русская подводная лодка «Кета», переделанная из старой лодки конструкции Степана Карловича Джевецкого под руководством лейтенанта Сергея Александровича Яновича, который и стал её командиром. «Кета» на самом деле была полуподводной, то есть могла плавать только в полупогружённом состоянии. Лодка была оснащена слабым бензиновым двигателем, а для удобства и безопасности плавания отвод выхлопных газов Янович направил в длинную трубу над корпусом лодки.
Устройство аналогичного назначения и конструкции также используется в составе оборудования подводного вождения танков.
Также шноркелем на автомобилях повышенной проходимости называют вынесенную вверх трубу для забора воздуха двигателем. Она предназначена для форсирования бродов, чтобы исключить попадание воды в двигатель, а также уменьшает загрязнение воздушного фильтра.